# Shildon
Shildon è un paese di 9 976 abitanti della contea di Durham, in Inghilterra.